# Ochyraea tatrensis
Espèce
Statut de conservation UICN

 CR D : 
En danger critique
Ochyraea tatrensis est une espèce de plantes de la famille des Amblystegiaceae.

## Publication originale
- Journal of Bryology 14: 261. f. 1–3. 1986.